# 東海市立緑陽小学校
東海市立緑陽小学校（とうかいしりつりょくようしょうがっこう）は、愛知県東海市名和町にある公立小学校。

## 沿革
- 1971年（昭和46年） - 東海市立名和小学校の分校として建設される。
- 1972年（昭和47年）4月1日 - 名和小学校から分離し、東海市立緑陽小学校として開校。
- 1974年（昭和49年） - 体育館が完成する。
- 1977年（昭和52年） - 本館が完成する。
- 2010年（平成22年） - プールが完成する。それ以前は市営名和プール（現・東海市立名和中学校プール）まで徒歩で入りに行っていた。
- 2011年（平成23年） - 南館が完成する。それまで南館の敷地には交通公園があった。

## 主な学校行事
・入学式：4月（1年）
　体育館にて開催する。
・平州校外学習：6月（5年）
・林間学習：8月（5年）
　1泊2日で岡崎市にある愛知県野外教育センターを訪れる。以前は2泊3日で長野県の国立信州高遠青少年自然の家を訪問していた。
・修学旅行：9月（6年）
　1泊2日で奈良県と京都府を訪れる。奈良県では法隆寺や東大寺など、京都府では金閣寺などを訪れる。基本はクラスやグループごとに周り、タクシーで分散研修することもある。主な交通手段はバス。
・校内運動会：10月（全学年）
　午前のみ開催で昼食を食べずに帰宅。以前は6月に開催し、家族と昼食を食べ、午後までだった。
・発表型授業参観：11月（全学年）
　名称の通り、発表型の授業参観。以前は「緑陽かがやき発表会」という名で、体育館に保護者や在校生などが観客となり、各学年が順にステージ上で出し物を発表していく学芸会を開催していた。
・劇場コンサート：12月（5年）
　東海市芸術劇場にバスで行き、オーケストラを鑑賞する。
・平州校外学習：1月（3年）
・なわとび記録会：1月（全学年）
・6年生を送る会：3月（全学年）
・スペシャルスクールランチ：3月（6年）
　バイキング形式の小学校最後の給食。
・卒業式：3月（高学年）
体育館で開催。高学年も参加（コロナ禍の例外を除く）。

## 通学区域
- 南柴田町、新宝町の一部、名和町1-3丁目、名和町（一番割上、二番割上、三番割上、一番割中、二番割中、三番割中、一番割下、二番割下、三番割下、四番割、五番割 、一ノ井上、石田、一番畑、姥ケ懐、大根、上大廻間、中大廻間、下大廻間 、上首羅、欠下、切戸、北玄蕃、南玄蕃、北池上、南池上、五ノ横物、新屋敷、下新屋敷、汐田西、汐田東、女郎田、背戸田、石谷、膳棚、太佐山、長生、出崎、トゝメキ、中首羅、二三ノ井上、東中嶺、西中嶺、西萌山、寝覚、後酉、蓮池、半六坊、八幡前、八幡東、平山、三ツ屋、山神戸、緑陽台、六反歩）である。公立中学校の進学先は東海市立名和中学校である[1]。

## 交通アクセス
- 名鉄常滑線名和駅下車、徒歩約5分。

## 周辺施設
- 東海市立一番畑保育園（隣接）
- 東海市立名和中学校
- 東海市立名和小学校
- 東海市立緑陽市民館
- 名鉄常滑線名和駅